# شهرستان تلفر (جورجیا)
شهرستان تلفر، جورجیا (به انگلیسی: Telfair County, Georgia) یک سکونتگاه مسکونی در ایالات متحده آمریکا است که در جورجیا واقع شده‌است.

## خصوصیات
شهرستان تلفر ۱٬۱۴۹٫۹۶ کیلومترمربع مساحت دارد.